# 上热基蒂巴
上热基蒂巴是巴西米纳斯吉拉斯州的一个市镇。总面积152.737平方公里，总人口7976人，人口密度52.2人/平方公里。